# Partito per la Bosnia ed Erzegovina
Il Partito per la Bosnia ed Erzegovina (Stranka za Bosnu i Hercegovinu, SBiH) è un partito politico.

## Caratteristiche
Lo SBIH si pone come un partito multietinico e centrista, pur raccogliendo e basandosi solo sull'elettorato bosgnacco. La Bosnia ed Erzegovina, infatti, è divisa in tre etnie: bosniaci musulmani, bosniaci croati, bosniaci serbi.

## Storia
La Bosnia ed Erzegovina è nata nel 1994 dopo la fine della Jugoslavia e la guerra civile iniziata quattro anni prima. Alle prime elezioni dopo la guerra, nel 1996, SBiH ottenne il 3,9% dei voti e 2 seggi.
SBiH si pose subito in alternativa alle politiche nazionaliste portate avanti da partiti come SDA, HDZ, SDS. Alle elezioni del 2000, SBiH triplicò i propri consensi giungendo all'11,4% dei voti ed eleggendo 5 seggi.
Nel 2002, il partito ha ulteriormente migliorato la propria posizione: 12% e 6 seggi. È divenuto, così, il terzo partito in termini di voti (dopo SDA e SDS) ed il secondo in termini di seggi (dopo SDA). Il buon risultato ha permesso allo SBiH di entrare a far parte del governo guidato da Adnan Tercić e sostenuto anche da SDA, SDS, HDZ e PDP, con lo scopo di moderare le posizioni dei nazionalisti e dare maggiore stabilità al governo che avrebbe, altrimenti, potuto contare su soli 2 deputati di vantaggio sull'opposizione di sinistra.
Alle elezioni politiche del 2006, SBiH ha ottenuto un incremento del 3,5% dei voti, giungendo al 15,5%. In tal modo i centristi hanno mantenuto la terza posizione, superando il Partito Democratico Serbo ed avvicinandosi di molto al Partito d'Azione Democratica, sceso al 16,9% con un calo del 7%. SBiH si è presentato nella sola circoscrizione relativa alla Federazione della Bosnia ed Erzegovina, dove ha ottenuto il 17,9% dei consensi.
Alle contemporanee elezioni per la Camera Federale dei Rappresentanti, SBiH ha addirittura conseguito il 21,4% dei voti, a tutto discapito di HDZ. Alle elezioni per il Presidente della Comunità Bosniaca, Silajdzic Haris del SBiH ha conseguito il 40,39% dei voti, superando di gran lunga il secondo candidato Tihic Sulejman dello SDA, che ha ottenuto appena il 17,8%.
Alle elezioni generali del 2010 SBiH subisce una sonora sconfitta, il candidato per la comunità bosgnacca alla presidenza della Bosnia Haris Silajdžić si piazza terzo col 25,10% superato sia dal candidato della neonata Alleanza per un Futuro Migliore Fahrudin Radoncic (30,49%), che dal vincitore e candidato di SDA Bakir Izetbegović (34,86%).
Cala al 7,25% diventando quarto partito nelle elezioni per la Camera dei rappresentanti della Bosnia ed Erzegovina ottenendo solo 2 seggi, mentre nelle elezioni per la Camera Federale ottiene il 7,63% e 9 seggi. Nelle elezioni cantonali non riesce a vincere in nessun cantone della Federazione.